# Equipe checa na Copa Billie Jean King
A equipe checa na Copa Billie Jean King representa a Chéquia na Copa Billie Jean King, principal competição de tênis feminina por equipes do mundo. É administrada pela Český tenisový svaz.
Conquistou onze títulos, e é uma das maiores campeãs do torneio, ficando somente atrás dos Estados Unidos. As épocas de dominância aconteceram na década de 1980 (com quatro títulos, como Checoslováquia) e na de 2010 (com seis títulos). Foram seis taças levantadas pelo antigo país, do qual herdou o histórico, antes da dissolução. Houve seis defesas de título, com dois tricampeonatos (1983-1984-1985 e 2014-2015-2016).

## Última convocação
Para o Finals de 2023, em novembro:
- Barbora Krejčíková
- Karolína Muchová
- Linda Nosková
- Kateřina Siniaková
- Markéta Vondroušová